# التوجيه الجيولوجي
التوجيه الجيولوجي هو الوضع الأمثل لحفر الآبار استنادًا إلى نتائج القياسات الجيولوجية والجيوفيزيائية في الوقت الفعلي بدلًا من الأهداف ثلاثية الأبعاد في الفراغ. الهدف عادة هو الحفاظ على بئر اتجاهية داخل منطقة دفع هيدروكربونية محددة من حيث مقاومتها أو كثافتها أو حتى الطبقات الحيوية. في المناطق الناضجة، يمكن استخدام التوجيه الجيولوجي للحفاظ على بئر في مكمن معين لتقليل مسامية الغاز أو الماء وتعظيم الإنتاج الاقتصادي من البئر. في عملية حفر الآبار، التوجيه الجيولوجي هو فعل تعديل موضع البئر (زوايا الميل والسمت) أثناء التوغّل للوصول إلى هدف جيولوجي واحد أو أكثر. تستند هذه التغييرات إلى المعلومات الجيولوجية التي تم جمعها أثناء الحفر.
في الأصل، كان الهدف المتوقع فقط هو استهدافه باستخدام أدوات اتجاهية بدائية. الآن، مع ظهور الأدوات الدوارة القابلة للتوجيه وترسانة متزايدة باستمرار من الأدوات الجيوفيزيائية، يمكن وضع البئر بدقة متزايدة باستمرار. عادةً ما يكون تكوين الأداة الأساسية مزودًا بمستشعرات اتجاه وميل، إلى جانب أداة أشعة جاما. ومن الخيارات الأخرى كثافة النيوترون، والمسح الزلزالي المستقبلي، وقراءات الضغط في قاع البئر وما إلى ذلك. ونظرًا للكم الهائل من البيانات التي يتم إنشاؤها، وخاصةً بواسطة أدوات التصوير، فإن البيانات المنقولة إلى السطح تشكل جزءًا مختارًا بعناية من البيانات المتاحة. يتم جمع البيانات في الذاكرة لمعالجتها عند العودة إلى السطح باستخدام الأداة.

## تاريخه
لم يصبح التوجيه الجيولوجي ممكنًا عمليًا إلا مع ظهور أدوات القياس أثناء الحفر ذات المقاومة 2 ميجا هرتز من كبار موردي القياس أثناء الحفر (أداة التوغّل في المكمن من شركة بيكر هيوز، وSperrySun وشلمبرجير) وأدوات أخرى في أوائل التسعينيات، وبرامج النمذجة الأمامية من عدد من الموردين القادرين على التنبؤ باستجابات أدوات المقاومة لزوايا نسبية مختلفة ومقاومات تكوين مختلفة. قبل ذلك، أعطت أشعة جاما بعض المعلومات الأولية، ولكن نادرًا ما تم استخدامها لضبط مسار البئر ديناميكيًا إلى أفضل تشبع ومسامية للنفط. أدى ظهور الأدوات النووية للمسامية وأدوات جاما والمقاومة الحساسة للزاوية إلى تحسين القدرة على استنتاج ما إذا كان يجب توجيه البئر لأعلى أو لأسفل. لم يكن تطوير حقل ترول للنفط بواسطة شركة نورسك هايدرو (لاحقًا ستيت أويل وإكوينور) ممكنًا بدون القدرة على التوجيه الجيولوجي بدقة داخل أفق يبلغ سمكه 4 أمتار لتجنب الغاز أعلاه والماء أدناه.

## وصفه
من خلال النماذج ثنائية الأبعاد وثلاثية الأبعاد للطبقات الأساسية تحت الأرض، يتم التخطيط للآبار المنحرفة (ثنائية الأبعاد وثلاثية الأبعاد) مسبقًا لتحقيق أهداف محددة: الاستكشاف، وإنتاج السوائل، وحقن السوائل أو التقنية.
إن مخطط البئر عبارة عن سلسلة متواصلة من الخطوط المستقيمة والمنحنية التي تمثل الشكل الهندسي لمسار البئر المتوقع. يتم دائمًا عرض مخطط البئر على خرائط عمودية وأفقية.
أثناء حفر البئر وفقًا لخطة البئر، يتم جمع معلومات جيولوجية جديدة من تسجيل الطين والقياس أثناء الحفر (MWD) والتسجيل أثناء الحفر (LWD). وعادةً ما تُظهر هذه المعلومات بعض الاختلافات عما هو متوقع من النموذج. ومع تحديث النموذج باستمرار بمعلومات جيولوجية جديدة (تقييم التكوين) وموضع البئر (مسح انحراف البئر)، تبدأ التغييرات في الظهور في الهياكل الأساسية الجيولوجية ويمكن أن تؤدي إلى تحديث مخطط البئر للوصول إلى الأهداف الجيولوجية المصححة.
يمكن استخدام البيانات التالية للتوجيه الجيولوجي: MWD، LWD، سجلات الصور، بيانات الزلازل ثنائية الأبعاد وثلاثية الأبعاد، والنماذج الجيولوجية.

## أنظر أيضًا
- بئر نفط
- الحفر الاتجاهي
- تسجيل الآبار
- مسح الانحراف